# بني عوض الطور الأعلى (كحلان الشرف)

تعديل مصدري - تعديل

بني عوض الطور الاعلى هي إحدى قرى عزلة مدوم بمديرية كحلان الشرف التابعة لمحافظة حجة، بلغ تعداد سكانها 1801 نسمة حسب تعداد اليمن لعام 2004.